# José Sebastião d'Almeida Neto
José Sebastião d'Almeida Neto (Lagos, 8 de febrero de 1841 - A Ramallosa, 7 de diciembre de 1920), o según su nombre religioso José del Sagrado Corazón, fue un prelado católico portugués, fraile franciscano descalzo, que ocupó los cargos de obispo de Angola y Congo, patriarca de Lisboa y cardenal presbítero de los Santos XII Apóstoles.

## Biografía

### Formación
José Sebastião d'Almeida Neto nació el 8 de febrero de 1841, en la ciudad de Lagos, en Portugal. Sus padres fueron Raimundo José Neto, militar que participó en la Guerra Peninsular, y Catarina Lúcia de Almeida. Realizó sus primeros estudios en el Seminario Episcopal de Faro.

### Sacerdocio
Siguió la carrera eclesiástica y ordenó sacerdote el 1 de abril de 1865.
El 15 de agosto de 1875, ingresó a la Orden de los Hermanos Menores Descalzos, tomando el nombre religioso de José del Sagrado Corazón.

### Episcopado
El rey Luis I de Portugal le nombró obispo de la diócesis de Angola y Congo (hoy arquidiócesis de Luanda), el 30 de julio de 1879. El 22 de septiembre fue confirmado en el cargo por el papa León XIII y fue consagrado el 18 de abril de 1880, de manos de Gaetano Aloisi Masella, nuncio apostólico en Portugal, en la iglesia de san Julián de Lisboa.
El 12 de julio de 1883, el rey lo propuso para ser el sucesor de Inácio do Nascimento Morais Cardoso, en el patriarcado de Lisboa. Fue nombrado patriarca por el papa León XIII, el 9 de agosto de ese mismo año. 

### Cardenalato
León XIII lo creó cardenal el 24 de marzo de 1884, recibiendo el título de los Santos XII Apóstoles el 10 de junio de 1886.

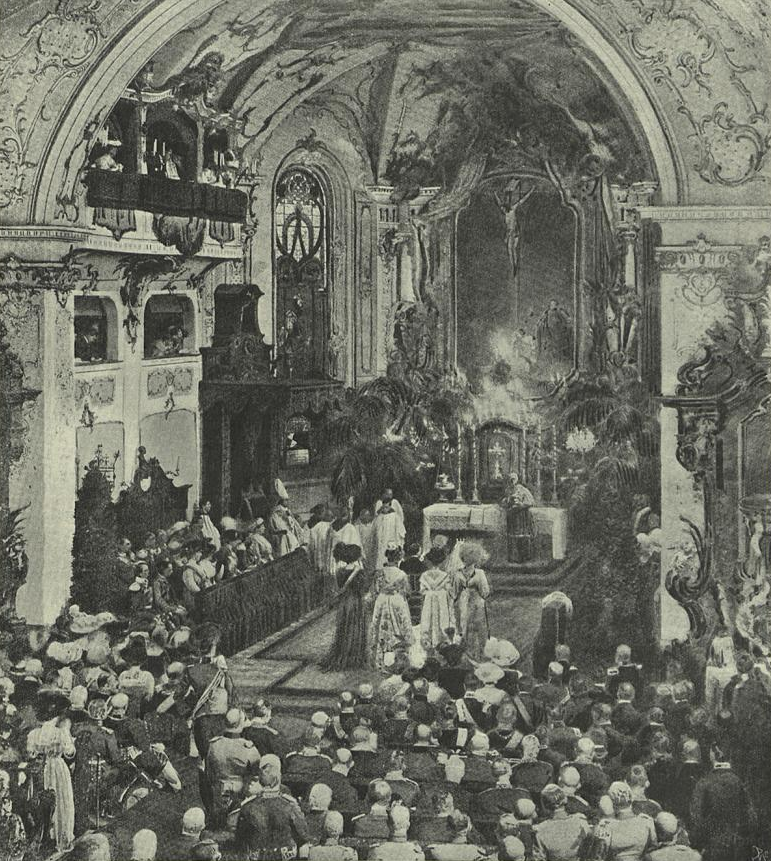
Ceremonia de matrimonio entre el infante Carlos y Amelia de Orleans, presidida por el cardenal d'Almeida Neto.

El cardenal d'Almeida presidió el matrimonio del infante Carlos y Amelia de Orleans, en la iglesia de Santo Domingo de Lisboa, el 22 de mayo de 1886. En noviembre de 1907 renunció al cargo de patriarca, para retirarse al convento de Leiría, de la Orden de Frailes Menores, la cual había absorbido su antigua orden religiosa en 1897. En enero de 1909 fue trasladado al convento de Varatojo. Con la implantación de la República Portuguesa, fue expulsado del país el 9 de octubre de 1910, refugiándose en el monasterio de Badajoz (España) y desde el 30 de mayo de 1913, residió en el convento de franciscanos portugueses de A Ramallosa (conocido entonces como Villarino). En Sigmaringa (Alemania) casó al rey Manuel II de Portugal con Augusta Victoria de Hohenzollern-Sigmaringen.
Como cardenal, participó en el cónclave de 1903, donde fue elegido el papa Pío X, y en el cónclave de 1914, en el que resultó elegido el papa Benedicto XV. 

### Fallecimiento
Fallecimiento en su convento de Villarino el 7 de diciembre de 1920.